# Dating Around
Dating Around é uma série de televisão de encontros americana da Netflix. A primeira temporada de seis episódios estreou em 14 de fevereiro de 2019. É a "primeira série de namoro original" que a Netflix produziu.
Cada episódio da série segue uma pessoa em cinco encontros às cegas, com encontros incluindo pessoas de várias raças e orientações sexuais.
Em 6 de fevereiro de 2020, a série foi renovada para uma segunda temporada.